# Дерингтон (Вашингтон)
Дерингтон (енгл. Darrington) град је у америчкој савезној држави Вашингтон. По попису становништва из 2010. у њему је живело 1.347 становника.

## Демографија
Према попису становништва из 2010. у граду је живело 1.347 становника, што је 211 (18,6%) становника више него 2000. године.
| Група             | 2000.         | 2010.         |
| Белци             | 1.068 (94,0%) | 1.223 (90,8%) |
| Афроамериканци    | 0 (0,0%)      | 0 (0,0%)      |
| Азијати           | 4 (0,4%)      | 5 (0,4%)      |
| Хиспаноамериканци | 14 (1,2%)     | 43 (3,2%)     |
| Укупно            | 1.136         | 1.347         |